# Mindscape
Mindscape és un thriller psicològic espanyol-estatunidenc de l'any 2013. Es tracta de l'òpera prima del director Jorge Dorado, cortometrajista nominat al Premis Goya amb La guerra i ajudant de Pedro Almodóvar i Guillermo del Toro, i el debut de la productora Ombra Films, fundada pel cineasta català Jaume Collet-Serra, i amb la participació de Antena 3 Films, Canal+ i Televisió de Catalunya. Ha estat doblada al català.
La història gira al voltant d'un home amb la capacitat d'entrar en les memòries de les persones, Mark Strong (Zero Dark Thirty, Kick-Ass, Sherlock Holmes), a qui el seu cap, Brian Cox (Troia, The Bourne Identity), li proposarà encarregar-se d'esbrinar la veritat sobre el cas d'una adolescent problemàtica, Taissa Farmiga (American Horror Story). El director de fotografia és Óscar Faura (L'orfenat, The Impossible), i Lucas Vidal (Fast & Furious 6), l'encarregat de compondre la música. La pel·lícula es va estrenar en la 46 edició del Festival de Sitges on fou un èxit en crítica, i Warner Bros en va anunciar l'estrena pel 24 de gener de 2014 a Espanya.

## Sinopsi
La cinta se centra en una unitat especial de detectius capaços d'introduir-se en els records de la gent per a resoldre casos complicats. John Washington (Mark Strong), és un d'ells, encara que després d'un succés personal traumàtic ha deixat d'exercir la professió. Ara, per a intentar passar pàgina decideix tornar al treball. El seu cap (Brian Cox) li encarrega un cas en aparença senzill, el d'una adolescent brillant (Taissa Farmiga) amb problemes que està en vaga de fam. A partir del moment en el qual s'interni al cap de la noia, començarà un perillós joc de manipulació en el qual John haurà de determinar si ella és una sociòpata o víctima d'un trauma.

## Repartiment
- Taissa Farmiga com a Anna Greene.
- Mark Strong com a John Washington.
- Brian Cox com a Sebastian.
- Noah Taylor com a Peter Lundgren.
- Alberto Ammann com a Tom Ortega.
- Julio Perillán com a Rockford.
- Hovik Keuchkerian com a Barman (personatge eliminat en el muntatge final).

## Producció
A la fi de 2010 el propi cineasta català Jaume Collet-Serra (La casa de cera, L'òrfena, Sense identitat) va anunciar que s'iniciava com a productor en ser co-fundador al costat de Juan Solá amb la idea d'apadrinar a joves directors espanyols als Estats Units d'Amèrica centrant-se de moment en thrillers psicològics i gènere de terror. "Tenim ara dos projectes que estem desenvolupant des de zero. Agafem el concepte, el guionista i després el director. Hi ha uns altres en els quals el director és a més el guionista. Segons declaracions de Collet-Serra "La idea és fer un o dos films per any, apadrinar a joves directors espanyols en pel·lícules de baix pressupost, en anglès i de gènere: thrillers, terror, fantàstic (...) Hi ha molt de talent en Espanya, i molt poca indústria". En 2011 la companyia anunciava que havia signat un acord de finançament i distribució amb la companyia francesa StudioCanal. Segons declaracions posteriors de Sola a la agència EFE, l'acord compromet l'empresa del grup Canal+ a oferir suport econòmic a la productora a canvi de tenir prioritat per a desenvolupar-ne els projectes El president de la companyia va assegurar que la seva intenció és que Ombra Films tingui "identitat pròpia" i no sigui la productora dels "projectes que Jaume dirigeix", encara que sí que participarà en les pel·lícules que pugui fer Collet-Serra amb els estudis de Hollywood si el projecte és seu. El president d'Ombra Films també va confirmar la intenció de la companyia de convertir-se en la clau que obri les portes de Hollywood a realitzadors espanyols, sense descartar col·laboracions amb cineastes iberoamericans. "És una cosa que estem pensant, perquè n'hi ha amb molt de talent. Espanya té per a nosaltres l'avantatge que coneixem bé el mercat i les ajudes al cinema. És una fórmula fantàstica. Esperem que els incentius es mantinguin i creixin".
En 2011 es va anunciar el primer projecte de la companyia i el rodatge de la qual estava previst que s'iniciés aquest mateix any dirigit pel novell Jorge Dorado en el seu debut com a realitzador d'un llargmetratge, curtmetratgista nominat al Premis Goya amb "La guerra" i ajudant de Pedro Almodóvar i Guillermo del Toro. "Mindscape" així mateix es gravaria a Espanya, en anglès, amb el guió de Guy Holmes i el seu argument versarà sobre la capacitat d'un home per a llegir la ment i la seva missió d'esbrinar si una adolescent és una psicòpata, una víctima d'un trauma o totes dues coses. Des de Ombra Films es va anunciar que s'esperava començar el rodatge abans de final d'any. "Collet-Serra, qui té l'última paraula per a donar llum verda als projectes, va treballar amb Dorado i Holmes durant 4 o 5 mesos per a desenvolupar el guió de 'Mindscape', encara que no té previst supervisar la filmació.", segons va comentar Sola En ser preguntat sobre el projecte en una entrevista Dorado va explicar: "Portava alguns anys movent projectes a Espanya i sempre se'm frustraven tots en el moment del finançament. Vaig decidir que com era molt complicat que un productor confiés en un director novell el millor era complicar més les coses. Vaig fer les maletes i em vaig anar a provar sort a Los Angeles. Allí, casualment, tot va ser més “senzill” Peter Safran després de veure els meus curtmetratges va voler representar-me i d'un dia per a un altre estava tenint reunions en Dreamworks, 20th Century Fox, Warner… Va ser el mateix Peter i el llavors el seu ajudant, Tom Drumm, qui em van oferir el guió. Uns mesos després Jaume es va interessar pel projecte i va decidir entrar en la producció.
A l'octubre de 2012 es va anunciar que el rodatge començaria aviat. Peter Safran (Buried) i l'empresa espanyola Antena 3 Films actuarien també com a productors, en associació amb Roxbury Pictures i amb la participació de Canal+ i Televisió de Catalunya. Quant al film Dorado va explicar que no volia que Mindscape recordés a altres pel·lícules en les quals s'indaga en la ment de manera fantàstica com Origen, Minority Report, The Cell o 'La gran fugida' i que va ser per això que va decidir veure totes aquestes pel·lícules per a fugir de totes aquestes referències. "Tenia por de seguir la senda del que ja estava fet, volia una cosa diferent". Confessa que es va voler acostar a pel·lícules com El silenci dels anyells, El sisè sentit, La zona morta, Arlington Road o, Lolita però, sobretot, als codis del cinema negre clàssic. "Volia que la pel·lícula tingués aquest toc de cinema negre amb el detectiu, la femme fatale que, en aquest film té unes certes reminiscències a Lolita, perquè tenia molta por que 'Minscape' es quedés en una cosa anecdòtica, és a dir, un detectiu que posseeix un poder i una historieta d'una nena ximple, així que vaig jugar amb els fils del cinema negre, alguna cosa que no figurava en el guió, per a aconseguir que el relat tingués més rellevància". D'aquesta manera, amb els elements del cinema negre barrejats amb tocs fantàstics, aconsegueix realitzar un thriller psicològic solvent que incideix en el funcionament de la ment humana ja que el que més li fascina a Daurat és "aprofundir en el cervell, en la memòria i com un no es pot fiar del que recorda".

### Repartiment
Al maig de 2011 Solá va indicar en una entrevista que la pel·lícula estaria protagonitzada per Ivana Baquero (El laberinto del fauno), i que Dorado s'anava a reunir a Londres amb qui s'esperava que acompanyés Baquero com a cap de cartell, un intèrpret encara sense concretar però que serà algú que "tothom coneix". A mitjan 2012 es va anunciar a la protagonista, Taissa Farmiga, germana petita de l'actriu Vera Farmiga i coneguda en el moment pel seu paper de Violet a American Horror Story i Sam a The Bling Ring de Sofia Coppola. Els triats per a acompanyar-la serien Mark Strong (Zero Dark Thirty, Llanterna Verda, Kick-Ass, Sherlock Holmes) i Brian Cox (Manhunter, Troia, The Bourne Identity). Durant la presentació en el Festival de Sitges, Strong va dir que va treballar perquè el seu personatge no fos bidireccional: "De fet, es passa tota la pel·lícula fent un viatge per a conèixer-se a si mateix, i quan troba a Anna tots dos descobreixen que es necessiten entre ells". Els assajos que van fer prèviament a Barcelona van servir, afegeix Strong, per a "contribuir al fet que es desenvolupés el joc entre l'investigador i la nena". Farmiga va revelar que va acceptar el projecte de Dorado perquè li va interessar "la pel·lícula, el guió i el personatge que havia d'interpretar, una noia complicada però amb molts registres". En 2013 se li va preguntar a Dorado sobre la substitució de l'actriu espanyola Ivana Baquero per Farmiga: "En totes les produccions es remenen sempre molts noms. Ivana és una actriu excel·lent que té un grandíssim futur per davant. L'elecció de Taissa ve determinada després de confirmar la presència de Mark Strong, tots pensem que feien una parella artística excel·lent i poc esperada".

### Rodatge
El rodatge va començar a l'octubre de 2012 en Barcelona (entre ells, els platons de l'antic hospital del Tòrax, de Terrassa), a França (Dordonya) i el Canadà (Mont-real). El director de fotografia seria Óscar Faura, conegut principalment pel seu treball a L'orfenat, Spanish Movie, Els ulls de la Júlia i The Impossible.
 A l'abril de 2013 Film Music Reporter va anunciar que Lucas Vidal, conegut pel seu treball a Fast & Furious 6, seria l'encarregat de compondre la música. El 2013 Dorado va comentar durant una entrevista que Collet-Serra va jugar el paper de mentor en la producció, "va exercir com a productor creatiu, alguna cosa molt poc habitual a Espanya. M'ha ajudat molt en l'elaboració de guió, donant notes molt concretes com la necessitat de desenvolupar uns certs punts de la trama, acabar abans el primer acte o on posar els girs de guió, així que, al final, era com el comodí de la crida. En el rodatge em va donar total llibertat i em va dir que 'Mindscape' era la meva pel·lícula, que si m'equivocava, m'equivocava jo i que si encertava, encertava jo. Va ser com un aprenentatge". Del rodatge Daurat va comentar: "Treballar amb actors d'aquesta talla com Strong, Farmiga i Cox és un regal per qualsevol director. Amb ells no existeix presa dolenta. Vaig decidir rodar la pel·lícula en 35mm perquè sabia que anava a repetir molt poc. Els tres, cadascun amb el seu mètode, arriben als assajos amb gairebé tot el treball fet. La meva funció com a director és donar-los els detalls que desconeixen i guiar-los quan es desvien de les meves intencions amb l'escena".

### Distribució
StudioCanal és l'encarregada de distribuir la pel·lícula al Regne Unit, França i Alemanya, i també s'ocupa de les vendes internacionals mentre que Warner Bros la distribueix a Espanya. A l'agost, Warner va publicar el primer pòster oficial de la pel·lícula, el cartell definitiu es va presentar l'octubre de 2013 pocs dies abans del Festival de Cinema de Sitges. El primer tràiler de la pel·lícula es va publicar el 3 d'octubre de 2013. El tráiler inglés apareció el 28 de octubre de 2013. A la fi de novembre de 2013 es va dissenyar un pòster internacional per a mostrar-lo en la American Film Market amb vista a les seves vendes internacionals.

## Llançament
'Mindscape' es va estrenar en el Festival de Cinema de Sitges en 2013. La pel·lícula es va estrenar en cinemes el 24 de gener de 2014 en Espanya distribuïda per Warner Bros.